# The Storm (film)
The Storm is een Amerikaanse western uit 1930 onder regie van William Wyler. De film werd destijds uitgebracht in Nederland onder de titel Eenzame menschen.

## Verhaal
Drie reizigers komen terecht in een sneeuwstorm in Canada. Dave en Burr raken bevriend, maar wanneer ze beiden verliefd worden op Manette creëert dat spanningen.

## Rolverdeling
| Acteur          | Personage       |
| --------------- | --------------- |
| Lupe Vélez      | Manette Fachard |
| Paul Cavanagh   | Dave Stewart    |
| William Boyd    | Burr Winton     |
| Alphonse Ethier | Jacques Fachard |
| Ernie Adams     | Johnny          |